# Grote meelmot
De grote meelmot (Pyralis farinalis) is een nachtvlinder uit de familie Pyralidae (snuitmotten). De soort wordt ook wel meelmot (maar die naam wordt ook voor andere vlinders wel gebruikt) of meellichtmot genoemd. De vlinder heeft een spanwijdte van 18 tot 30 millimeter.

## Voorkomen
De vliegtijd loopt van juni tot in augustus. De rupsen leven van opgeslagen graan(producten) zoals in graanmolens, graansilo's en buitengebouwen en kunnen als een plaag worden ervaren. De vlinder heeft zich wereldwijd verspreid.

## Kenmerken
In de rustpositie steekt de vlinder het achterlichaam vaak recht omhoog. Als hij verstoord wordt kruipt hij weg in plaats van weg te vliegen.
Het kan soms wel twee jaar duren voordat de rups tot volwassen vlinder is uitgegroeid.
1. 1 2 3  Natuur in de stad (1987), pp. 142.